# Tasowanie

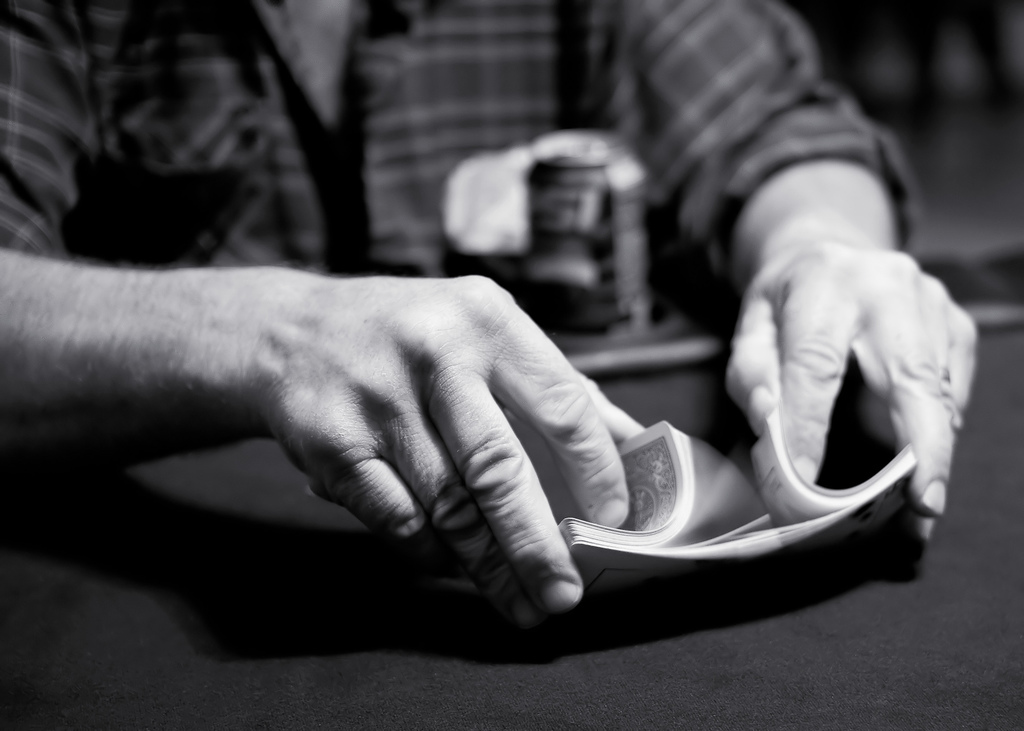
Tasowanie talii kart podczas partii pokera.

Tasowanie – procedura polegająca na wymieszaniu kart w talii, aby zapewnić element losowości w rozgrywce. Po tasowaniu często następuje przełożenie, które ma upewnić grających, że tasujący nie manipulował kolejnością kart.